# Nacho Fernández
José Ignacio Fernández Iglesias, röviden Nacho (Madrid, 1990. január 18. –) spanyol labdarúgó. Jelenleg a al-Kvadszija hátvédje.

## Karrierje
Nacho Fernández Madridban született, 11 évesen csatlakozott a Real Madrid csapatához. Az ifi csapatban a 2008–2009-es szezonban mutatkozott be, a nagy csapatba pedig 2011. április 23-án, a Valencia CF elleni győztes találkozón.
Nacho egyike volt azoknak a fiatal játékosoknak, akik elutazhattak a csapat amerikai túrájára. José Mourinho szeptember 2-án bejelentette, hogy Nacho, Álvaro Morata és Jesús mellett az első csapathoz csatlakozott. 2021. Július 8-án a 2022-ben lejáró szerződését további egy évvel meghosszabbította a klubnál.
2024. június 25-én a Szaúd-arábiai Pro Leaguebe újonnan feljutott al-Kvadszija csapatával 2 kétéves szerződést kötött.

## Sikerei, díjai
Real Madrid Castilla
- Segunda División B bajnok: 2011–12

Real Madrid
- Spanyol bajnok (4): 2016–17, 2019–20, 2021–22, 2023–24
- Spanyol kupagyőztes: 2013–14
- Spanyol szuperkupa győztes (5): 2012, 2017, 2019–20, 2021–22, 2023–24
- Bajnokok ligája (6): 2013–14, 2015–16, 2016–17, 2017–18, 2021–22, 2023-24
- Szuperkupa(2): 2016, 2017
- Klubvilágbajnokság (4): 2014, 2016, 2017, 2018

### Spanyol U17
- U17-es Európa-bajnok: 2007
- U17-es világbajnokság döntős: 2007

### Spanyol U21
- U21-es Európa-bajnokság: 2013

### Spanyolország
- UEFA Nemzetek Ligája: 2022–23

## Statisztika

### Klubcsapatokban
2022. április 17-én frissítve
| Klub           | Szezon         | Liga            | Liga  | Kupa            | Kupa  | Europe          | Europe | Egyéb1          | Egyéb1 | Összesen        | Összesen |
| Klub           | Szezon         | Pályára lépések | Gólok | Pályára lépések | Gólok | Pályára lépések | Gólok  | Pályára lépések | Gólok  | Pályára lépések | Gólok    |
| -------------- | -------------- | --------------- | ----- | --------------- | ----- | --------------- | ------ | --------------- | ------ | --------------- | -------- |
| Real Madrid    | 2010–11        | 2               | 0     | 0               | 0     | 0               | 0      | 0               | 0      | 2               | 0        |
| Real Madrid    | 2011–12        | 0               | 0     | 1               | 0     | 0               | 0      | 0               | 0      | 1               | 0        |
| Real Madrid    | 2012–13        | 9               | 0     | 3               | 0     | 1               | 0      | 0               | 0      | 13              | 0        |
| Real Madrid    | 2013–14        | 12              | 0     | 4               | 0     | 3               | 0      | 0               | 0      | 19              | 0        |
| Real Madrid    | 2014–15        | 14              | 1     | 2               | 0     | 6               | 0      | 0               | 0      | 22              | 1        |
| Real Madrid    | 2015–16        | 16              | 0     | 1               | 0     | 5               | 1      | —               | —      | 22              | 1        |
| Real Madrid    | 2016–17        | 24              | 1     | 5               | 1     | 3               | 0      | 2               | 0      | 34              | 2        |
| Real Madrid    | 2017–18        | 27              | 3     | 6               | 0     | 8               | 1      | 1               | 0      | 42              | 4        |
| Real Madrid    | 2018–19        | 20              | 0     | 5               | 0     | 5               | 0      | 0               | 0      | 30              | 0        |
| Real Madrid    | 2019–20        | 6               | 1     | 3               | 1     | 1               | 0      | 0               | 0      | 10              | 2        |
| Real Madrid    | 2020–21        | 24              | 1     | 0               | 0     | 8               | 0      | 1               | 0      | 33              | 1        |
| Real Madrid    | 2021–22        | 23              | 3     | 3               | 0     | 7               | 0      | 2               | 0      | 35              | 3        |
| Összesen       | Összesen       | 181             | 11    | 33              | 2     | 48              | 2      | 6               | 0      | 268             | 15       |
| Teljes karrier | Teljes karrier | 286             | 15    | 33              | 2     | 48              | 2      | 12              | 0      | 379             | 19       |

### Válogatottban
2018. október 15-én frissítve
| Spanyolország | Spanyolország   | Spanyolország |
| Évek          | Pályára lépések | Gólok         |
| ------------- | --------------- | ------------- |
| 2013          | 1               | 0             |
| 2015          | 1               | 0             |
| 2016          | 5               | 0             |
| 2017          | 7               | 0             |
| 2018          | 8               | 1             |
| Összesen:     | 22              | 1             |

### Góljai a válogatottban
| # | Dátum            | Helyszín                                   | Mérkőzés száma | Ellenfél   | Gól | Végeredmény | Verseny                |
| - | ---------------- | ------------------------------------------ | -------------- | ---------- | --- | ----------- | ---------------------- |
| 1 | 2018. június 15. | Fist Olimpiai Stadion, Szocsi, Oroszország | 18             | Portugália | 3–2 | 3–3         | 2018-as világbajnokság |